# Genista oxycedrina
Genista oxycedrina är en ärtväxtart som beskrevs av Auguste Nicolas Pomel. Genista oxycedrina ingår i släktet ginster, och familjen ärtväxter. Inga underarter finns listade i Catalogue of Life.